# Charles William Eliot
Charles William Eliot (Boston, 20 de março de 1834 - Condado de Hancock, 22 de agosto de 1926) foi um acadêmico americano eleito presidente da Universidade de Harvard em 1869.

## Biografia
Era filho do político Samuel Atkins Eliot, de proeminente família de Massachusetts, e que fora prefeito da cidade e deputado. Formado em Harvard em 1853, estudou química e pedagogia na Europa entre 1863 e 1865, ocupou o posto de professor de química no então recém-criado MIT e sua escolha para presidir Harvard foi algo notável tanto por sua juventude quanto pelo fato de se tratar de um cientista e leigo.
Como presidente da instituição Eliot foi figura chave na elevação dos padrões de ingresso na universidade e, consequentemente, do currículo do segundo grau, para cuja reforma contribuiu significativamente. Em 1894 sugeriu a cooperação das faculdades na realização dos exames de admissão comuns a todo o país, tornando-se assim uma das figuras mais influentes de seu tempo por suas qualidades de administrador, homem de negócios e reformador do ensino.
Em 1909 renunciou à presidência de Harvard, sendo sucedido por Abbott Lawrence Lowell.
Faleceu no balneário de Northeast Harbor, na Ilha de Mount Desert.

## Livros
- Educational Reform: Essays and Addresses (1901)
- The Conflict between Individualism and Collectivism in a Democracy (1910)
- The Training for an Effective Life (1915)